# Walter Bruchhausen (Richter)

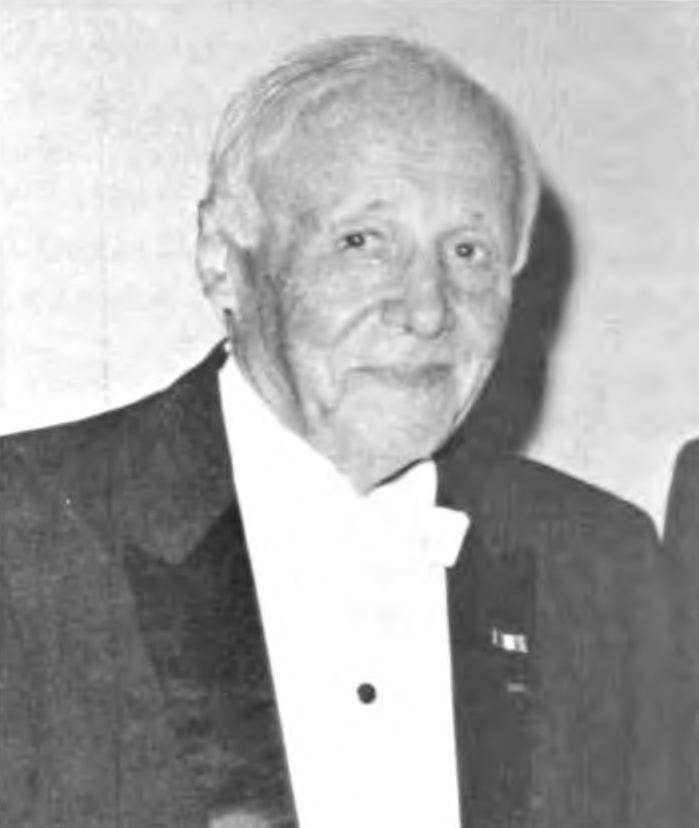
Walter Bruchhausen

Walter Bruchhausen (* 29. Mai 1892 in Brooklyn, New York; † 11. Oktober 1976 in Lancaster, New Hampshire) war ein US-amerikanischer Jurist. Nach seiner Berufung durch Präsident Dwight D. Eisenhower fungierte er ab 1953 als Bundesrichter am Bundesbezirksgericht für den östlichen Distrikt von New York.

## Werdegang
Walter Bruchhausen wurde 1892 in der damals noch eigenständigen Stadt Brooklyn geboren. Nach seinem Schulabschluss besuchte er die School of Law der New York University, an der er 1912 den Bachelor of Laws erwarb. Während des Ersten Weltkrieges diente er in den amerikanischen Streitkräften. Von 1919 bis 1953 praktizierte Bruchhausen als Rechtsanwalt in New York. 1950 kandidierte er für einen Sitz am New York Supreme Court; im selben Jahr wurde er Mitglied im staatlichen Justizausschuss von New York (State Judicial Council), was er bis 1953 blieb. Bruchhausen war Republikaner, hatte aber nie ein politisches Wahlamt inne. Bei der Präsidentschaftswahl 1952 gehörte er als Vertreter seines Staates dem Electoral College an, das Dwight D. Eisenhower zum Präsidenten wählte.
Am 18. April 1953 wurde Bruchhausen durch Präsident Eisenhower als Nachfolger des verstorbenen Harold Maurice Kennedy zum Richter am United States District Court for the Eastern District of New York ernannt. Nach der Bestätigung durch den US-Senat, die am 7. Mai desselben Jahres erfolgte, konnte er tags darauf sein Amt antreten. Von 1959 bis 1962 war er als Chief Judge Vorsitzender dieses Bundesgerichts; dann folgte ihm Joseph Carmine Zavatt in dieser Funktion. Am 20. Mai 1967 wechselte er in den Senior Status und ging damit faktisch in den Ruhestand. Sein Sitz fiel an Orrin Grimmell Judd. Walter Bruchhausen verstarb am 11. Oktober 1976 im Weeks Memorial Hospital in Lancaster und wurde auf dem Green-Wood Cemetery in Brooklyn beigesetzt.